# 地州
地州，中国古代的州。
北宋崇宁五年（1106年）置，治所在今广西壮族自治区南丹县西南。辖境相当今广西南丹县一带。大观元年（1107年）废，后复置。明朝洪武初年，改为那地州。 